# Kiyoto Furushima
Kiyoto Furushima (jap. 古島 清人 Furushima Kiyoto; ur. 3 kwietnia 1968) – japoński piłkarz występujący na pozycji bramkarza.

## Kariera klubowa
Od 1987 do 2000 roku występował w klubach Bellmare Hiratsuka, Avispa Fukuoka, Omiya Ardija i NTT Kumamoto.